# خوان کاوالارو
خوان کاوالارو (انگلیسی: Juan Cavallaro؛ زادهٔ ۲۸ ژوئن ۱۹۹۴) بازیکن فوتبال اهل آرژانتین است.
از باشگاه‌هایی که در آن بازی کرده‌است می‌توان به باشگاه فوتبال استودیانتس، باشگاه ورزشی سن لورنسو آلماگرو، و باشگاه فوتبال ال‌دی‌یو کیتو اشاره کرد.
وی همچنین در تیم ملی فوتبال زیر ۲۰ سال آرژانتین بازی کرده‌است.